# Батурино (Вілейський район)
Батурино (біл. вёска Батурына) — село в складі Вілейського району Мінської області, Білорусь. Село підпорядковане Хотеньчицькій сільській раді, розташоване в північній частині області.

## Історія
У 1921—1945 роках село знаходилось у Польщі, у Вільнюській губернії.

## Населення
- 1921 рік — 101 Люди, 18 будинки[1].
- 1931 рік — 101 Люди, 16 будинки[2].